# Giunia Lepida
Giunia Lepida (in latino Iunia Lepida; presumibilmente intorno al 15 – dopo il 65), è stata una nobildonna romana, discendente dell'imperatore Augusto.

## Biografia
Giunia era la seconda figlia del magistrato e console romano Marco Giunio Silano Torquato, appartenente alla Gens Iunia Silana, e di Emilia Lepida, pronipote dell'imperatore Augusto (sua madre era Giulia minore, la nipote di Augusto).
Sposò il magistrato e console romano Gaio Cassio Longino, appartenente alla Gens Cassia. Giunia Lepida e Gaio Cassio allevarono Lucio Giunio Silano Torquato, nipote di Lepida (era il figlio di suo fratello Marco Giunio Silano dopo che suo padre era stato avvelenato dall'imperatrice Agrippina minore.
Nel 65 il marito e il nipote di Lepida furono espulsi da Roma e esiliati in Sardegna dall'imperatore Nerone per avere preso parte alla congiura di Pisone, mentre Lepida fu accusata di praticare la magia nera e di incesto con il nipote.
Gaio Cassio Longino fu riabilitato e richiamato a Roma dall'imperatore Vespasiano nel 69, mentre non si hanno notizie di Lepida dopo la sua accusa nel 65, per cui è probabile che sia morta in quel lasso di tempo.
Giunia Lepida e Gaio Cassio Longino ebbero una figlia di nome Cassia Longina, nata intorno al 33, e un figlio conosciuto come Cassio Lepido.

Cassia Longina sposò il politico e generale Gneo Domizio Corbulone. La loro figlia Domizia Longina divenne imperatrice romana come moglie di Domiziano.

Cassio Lepido ebbe una figlia di nome Cassia Lepida nata nell'80 che sposò il principe di Cilicia Gaio Giulio Alessandro Bereniciano. La loro figlia Giulia Cassia Alessandra sposò il politico e oratore Gaio Avidio Eliodoro.